# Alfred III de Windisch-Graetz
 (avril 2023).
Si vous disposez d'ouvrages ou d'articles de référence ou si vous connaissez des sites web de qualité traitant du thème abordé ici, merci de compléter l'article en donnant les références utiles à sa vérifiabilité et en les liant à la section « Notes et références ».
Le prince Alfred III de Windisch-Graetz, ou Windischgrätz, né Alfred August Karl Maria Wolfgang Erwin zu Windisch-Graetz, le 31 octobre 1851 à Prague et mort le 23 novembre 1927 au château de Tachau, est un prince autrichien, homme politique de l'Empire austro-hongrois et ministre-président d'Autriche.

## Biographie
Le prince Alfred III de Windisch-Graetz est le fils aîné du prince Alfred II de Windisch-Graetz et de son épouse, née princesse Edwige de Lobkowicz (1829-1856). Il appartient à la haute noblesse de l'empire. Il fréquente le Schottengymnasium, lycée catholique huppé de Vienne et devient un jeune homme extrêmement cultivé. Il ne cesse au cours de son existence de s'intéresser à toutes sortes de domaines culturels, en particulier à l'archéologie et il est l'auteur de plusieurs ouvrages. Il étudie aussi le droit à l'université de Prague, puis l'archéologie à Budapest et à Padoue.
Le prince devient membre de la diète du royaume de Bohême en 1882 et de la chambre des seigneurs d'Autriche. Il est ministre-président de Cisleithanie (partie autrichienne de l'empire) de 1893 à 1895, date à laquelle il est choisi comme président de la chambre des seigneurs, jusqu'à la chute de la monarchie fin 1918. Il est d'opinion modérée. Il est aussi nommé ministre des postes en 1905 et prend sa retraite des affaires publiques en 1909, pour se consacrer à l'archéologie, passion qu'il entretient depuis sa jeunesse. Il était déjà l'un des mécènes de l'expédition de Sir Arthur Evans à Cnossos et en Crète en 1899. Il s'intéresse aux fouilles autour du bassin méditerranéen.
Le prince publie une étude sur l'archéologie de la Mésopotamie et de la Grèce antique en 1911 à Londres, sous le titre d'Étude de l'archéologie moderne, par laquelle il fait montre d'un esprit vif et parfois humoristique, en décrivant l'archéologie de l'époque de Winckelmann, jusqu'à Evans. Il publie en 1916 une Histoire et impressions à propos de Johann Winckelmann. Il est fait membre de l'Académie royale des sciences de Suède et fait paraître une brochure, en 1920 à Stockholm et en 1921 à Vienne, sur les tumuli d'Uppsala.
Lorsque la Tchécoslovaquie devient indépendante, il perd tous ses titres et ses biens, mais il choisit tout de même la citoyenneté tchécoslovaque.
Le prince épouse en 1877 la princesse Gabrielle von Auersperg qui lui donne quatre enfants.